# 科麗娜·卡薩諾瓦

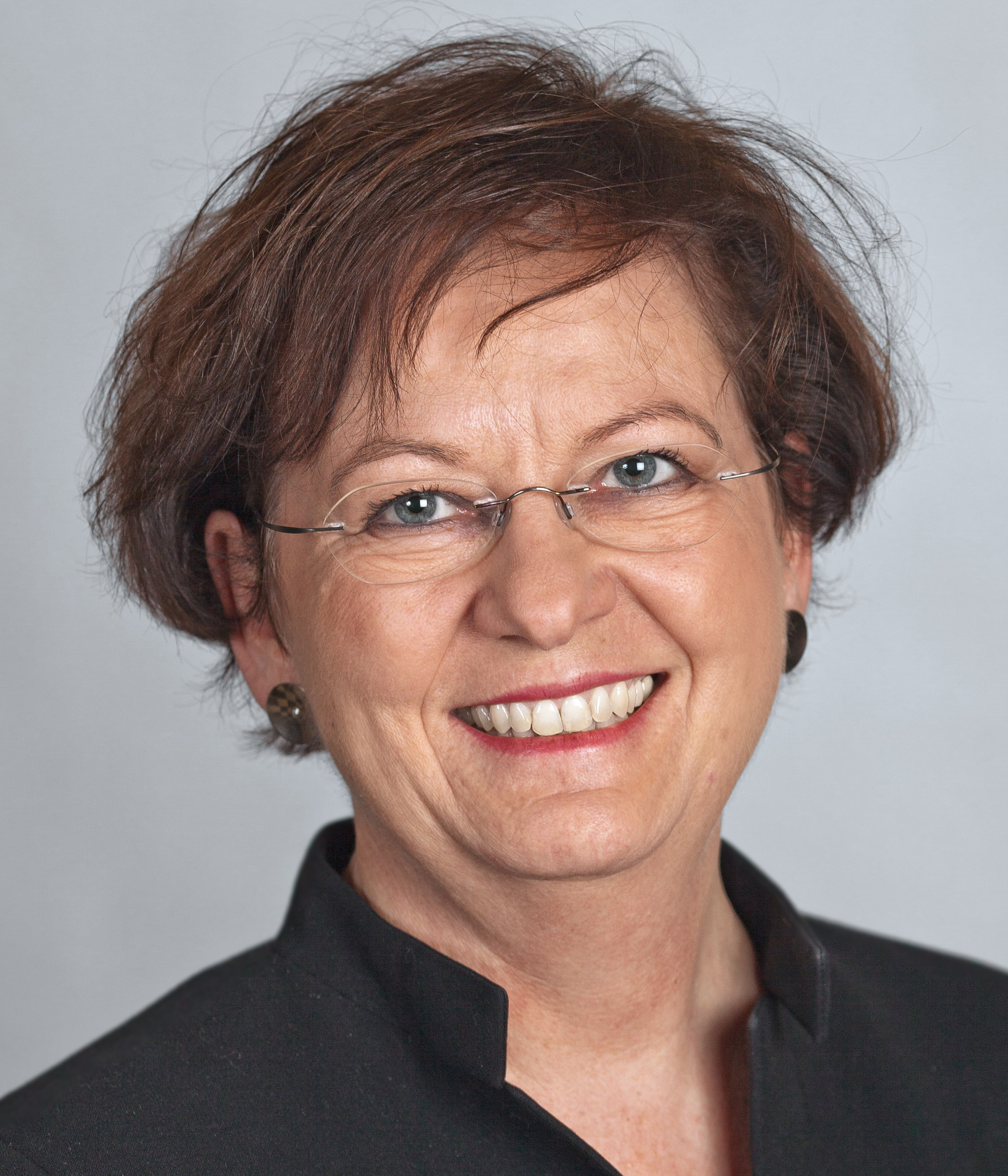
科麗娜·卡薩諾瓦

科麗娜·卡薩諾瓦（義大利語：Corina Casanova，1956年1月4日—），生于伊兰茨，是一瑞士政治人物，2005年起獲選為瑞士聯邦委員會的副秘書長（Vizekanzler），並於2007年12月的選舉中成為聯邦秘書長（Bundeskanzler）。所屬政黨為瑞士基督教民主人民黨，懂得英語、瑞士德語、西班牙語以及瑞士的四種官方語言。此外也曾經是紅十字會在南非、安哥拉、尼加拉瓜以及薩爾瓦多的代表。